# Angelina Ballerina (Buch)
Angelina Ballerina ist das erste Buch der gleichnamigen Kinderbuch-Reihe der US-amerikanischen Autorin Katharine Holabird, das 1983 mit Illustrationen von Helen Craig beim Verlag Aurum Press veröffentlicht wurde. Die deutsche Erstausgabe erschien 1986 beim Parabel-Verlag.

## Inhalt
Die kleine Maus Angelina liebt nichts mehr als zu tanzen. Sehr zum Ärger ihrer Mutter vernachlässigt sie dadurch die Hausarbeit, das Aufräumen ihres Zimmers und kommt wegen ihrer Tanzeskapaden auch häufig zu spät zur Schule. Sogar in ihren Träumen tanzt die kleine Angelina und für sie steht fest, dass sie eine berühmte Ballerina werden möchte. Als sie eines Tages durch ihre Tanzerei ein Glas Milch und einen Teller mit Käse umwirft, schickt die Mutter die Tochter aufs Zimmer und klagt Angelinas Vater ihr Leid. Doch dieser hat eine wundervolle Idee: Die Eltern kaufen Angelina ein Tutu und Ballerinas und melden die Kleine in der Ballettschule von Miss Lilly an. Angelina ist begeistert und entwickelt sich rasch zur besten Schülerin. Dadurch, dass sie jeden Tag in der Woche in der Tanzschule ist, ist sie zu Hause viel ausgeglichener, hilft bei der Hausarbeit mit, räumt ihr Zimmer auf und sie kommt auch nicht mehr zu spät zur Schule. Angelina arbeitet täglich hart an ihrer Tanzkarriere und nach vielen Jahren wird sie tatsächlich eine berühmte Ballerina, zu deren Auftritten Mäuse von weit her kommen, um ihre wunderbare Tanzkunst zu bewundern.

## Rezeption
Lucinda Hawksley schreibt in ihrer Rezension: „Angelina Ballerina zeigt, dass es, unabhängig von Körperbau oder -größe, immer möglich ist, zu tanzen und seine Träume zu verwirklichen. Seit der Veröffentlichung dieses ersten Angelina-Buches ist die kleine Maus, die Tänzerin werden will, zu einem Phänomen geworden.“ Anne L. Okie schreibt im School Library Journal: „Diese fröhliche Geschichte wird durch die entzückenden Illustrationen der Mausfiguren bereichert, die den Text perfekt ergänzen und erweitern. Zarte Federzeichnungen werden mit sanften Pastellfarben verwaschen, bis zur letzten Doppelseite, auf der Craig Mademoiselle Angelina in dunklen, satten Farben auf der Bühne darstellt. Ihre akribische Liebe zum Detail und ihr fantasievoller Einsatz von Humor empfehlen dieses Buch mehr als die leichte Geschichte. Kinder und Erwachsene werden sich daran erfreuen, kleine Details in den Illustrationen zu entdecken, wie zum Beispiel die Kette winziger Mäuse-Papierpuppen, die quer durch Angelinas Schlafzimmer hängt.“

## Referenzen
Angelina Ballerina ist in dem literarischen Nachschlagewerk 1001 Kinder- und Jugendbücher – Lies uns, bevor Du erwachsen bist! für die Altersstufe 3+ Jahre enthalten.

## Ausgaben
- Angelina Ballerina. Aurum Press, UK 1983 (englisch).
- Angelina Ballerina. Parabel-Verlag, 1986.

## Adaptionen
Die Angelina-Geschichten wurden von 2001 bis 2003 als Zeichentrickserie Angelina Ballerina verfilmt (deutscher Titel Angelina Ballerina – Eine Maus schlägt Kapriolen) und 2009 als 3D-Animationsserie mit dem Titel Angelina Ballerina: The Next Steps (deutscher Titel Angelina Ballerina – Kleine Maus ganz groß!) fortgesetzt.